# Ухуд
Ухуд (Оход) — священна гора, розташована на північ міста Медіна (Саудівська Аравія). На сьогоднішній день гора входить в межі міста, але в давнину Ухуд розташовувався за межами Медіни. Гора знаменита тим, що біля неї 23 березня 625 відбулася битва між мединськими мусульманами на чолі з пророком Мухаммедом і язичниками — курайшитами на чолі з Абу Суф'яном. У цій битві мусульмани зазнали поразки, близько 70 сподвижників Мухаммеда були вбиті, в тому числі і дядько пророка Хамза ібн Абд аль-Мутталиб. Мухаммед щорічно приходив до Ухуди з метою відвідати могили своїх друзів. Згідно з деякими мусульманським переказами, гори Ухуд і Айр, розташовані в різних кінцях Медіни, стоять на вершинах воріт Раю і Пекла відповідно.